# Gabrhele
Gabrhele je osada, část obce Řehenice v okrese Benešov. Nachází se 1 km na sever od Řehenic. V roce 2009 zde byly evidovány tři adresy. Gabrhele leží v katastrálním území Malešín o výměře 6,87 km².

## Historie
První písemná zmínka o vesnici pochází z roku 1720.

## Další fotografie

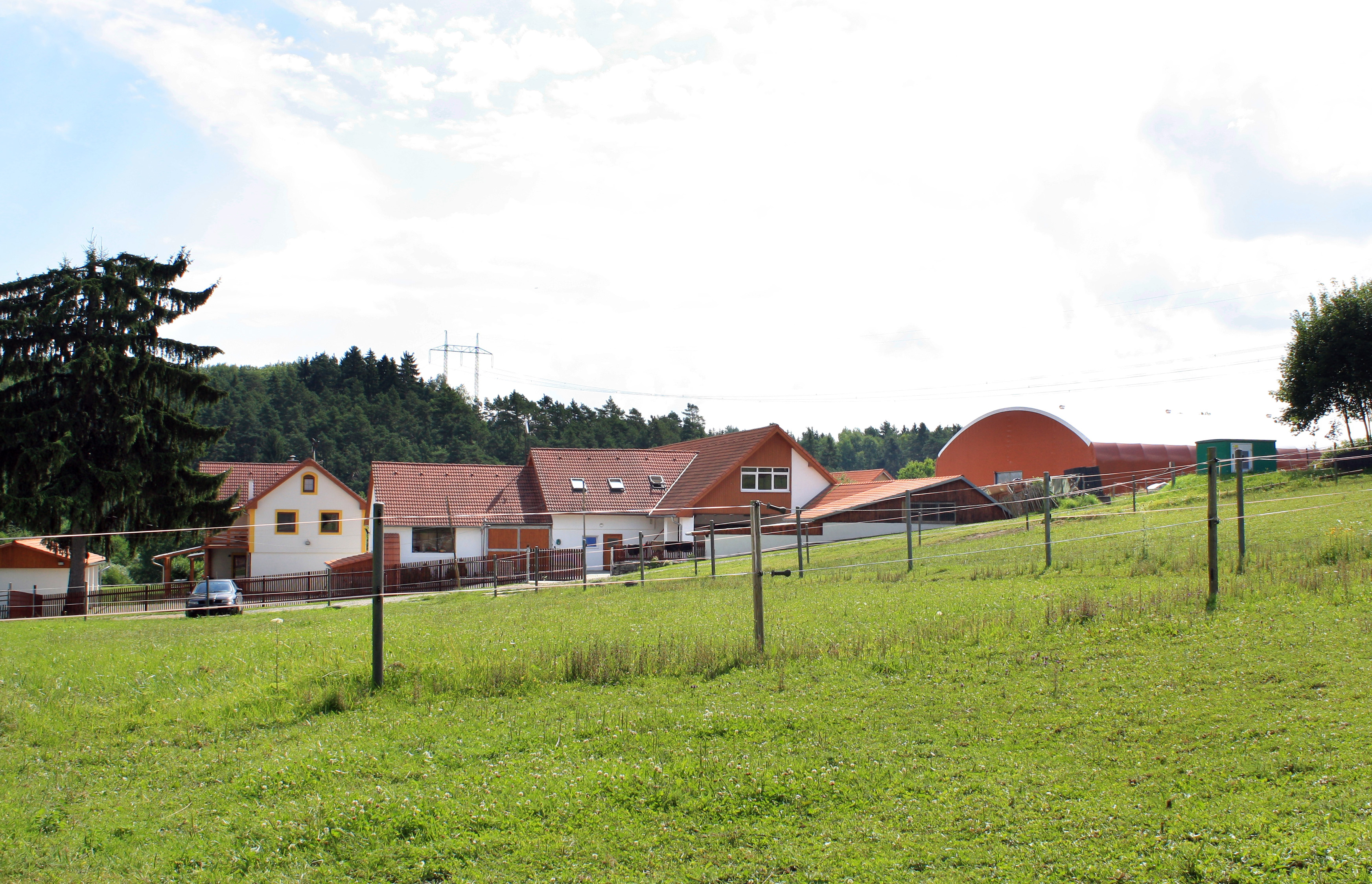
Celkový pohled na statek s jízdárnou
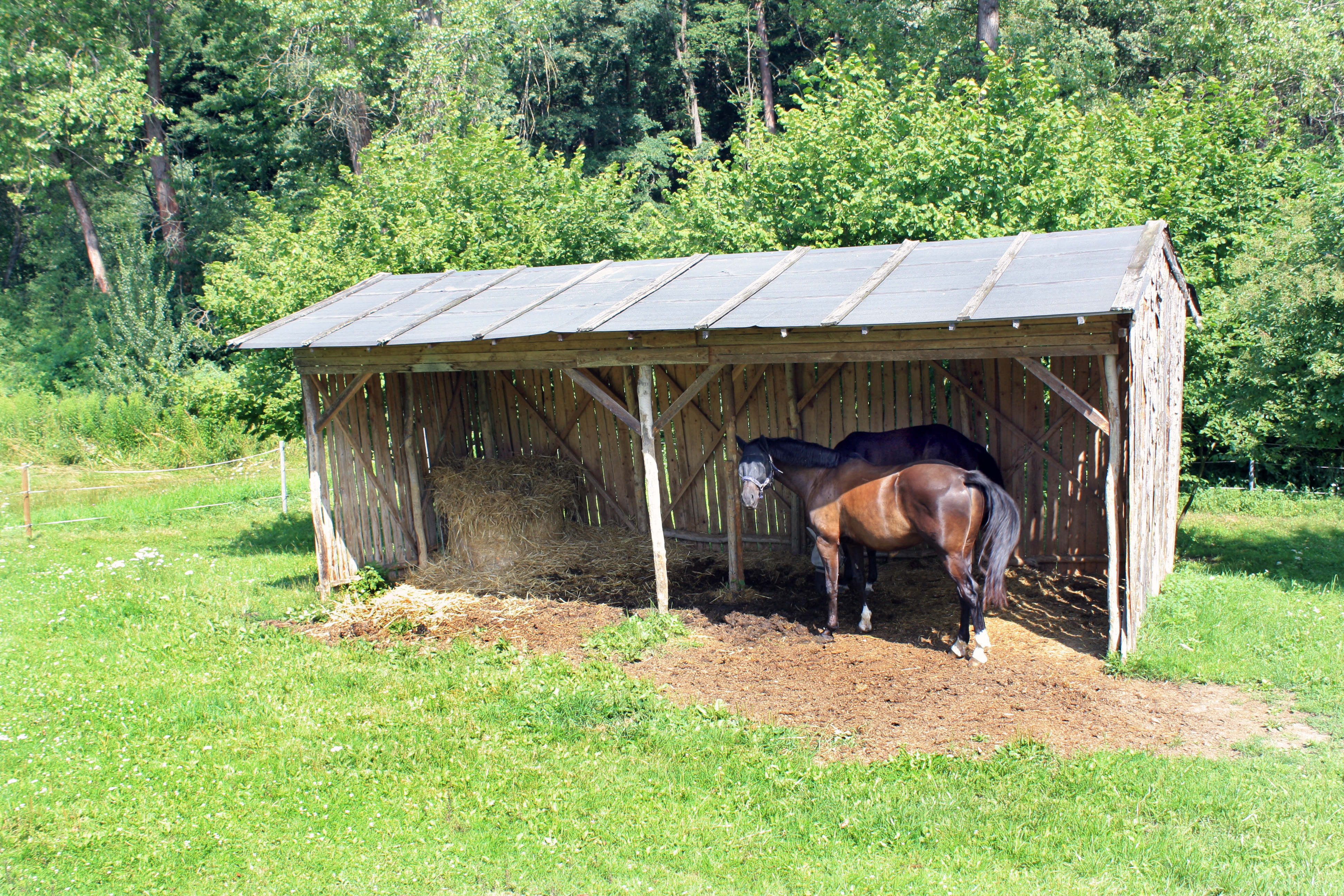
Chov koní